# Janne Rydberg

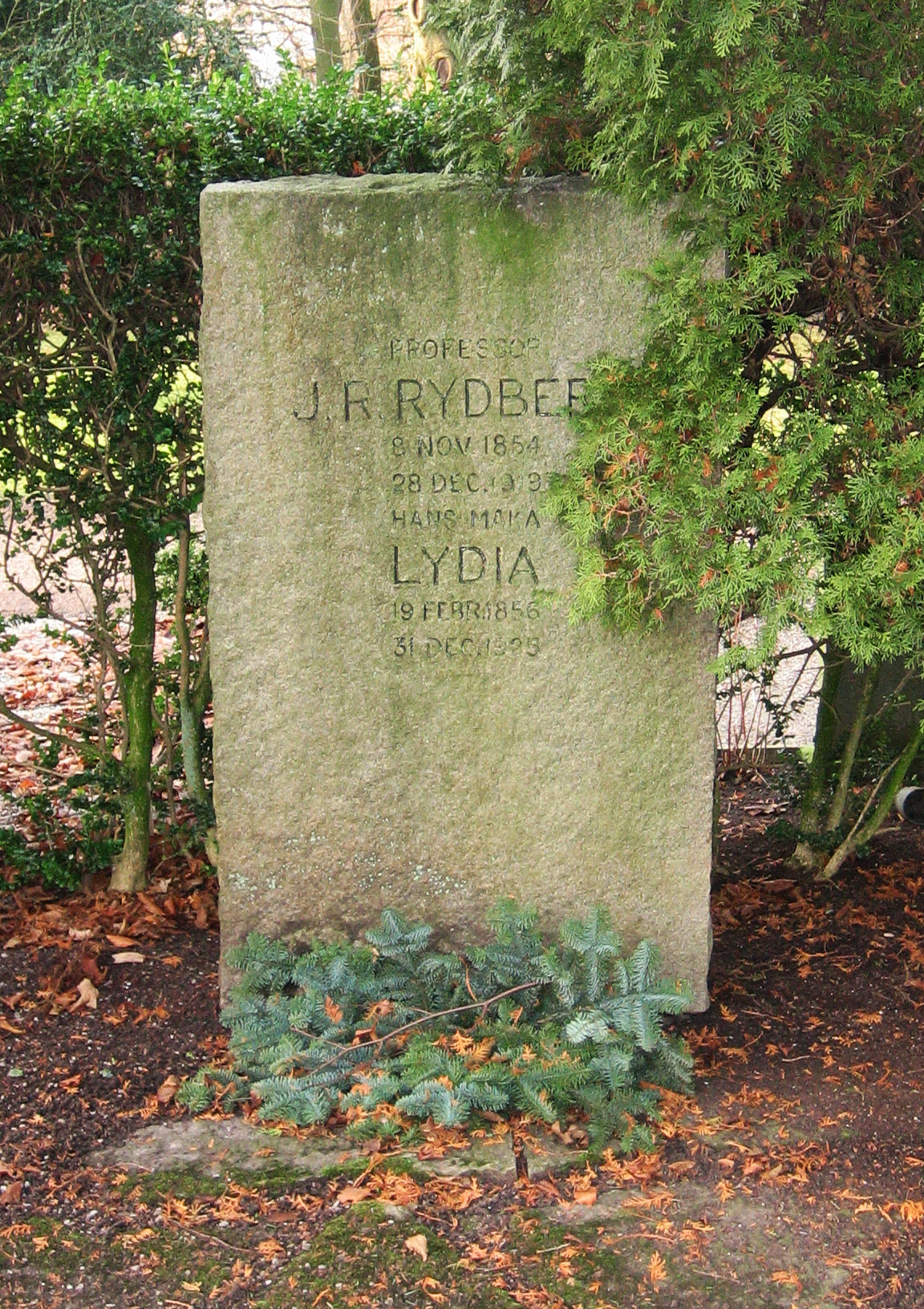
Johannes Rydbergs gravsten på Norra kyrkogården i Lund.
Koordinater:

Johannes Robert Rydberg, känd som Janne Rydberg, född 8 november 1854 i Halmstad, död 28 december 1919 i Lund, var en svensk fysiker mest känd för sin verksamhet inom spektroskopin, där han med Rydbergs formel för relationen mellan spektrallinjer kom att göra ett viktigt grundarbete för de senare teorierna om atomens uppbyggnad.

## Biografi
Rydberg var enda barnet till handlanden Sven Rydberg och Maria Anderson Rydberg. När han var fyra år gammal blev han faderlös, vilket gjorde att han och modern tvingades leva med små medel. 1864–1873 var han elev på Halmstads elementarläroverk och i sin studentexamen fick han högsta betyg i matematik och fysik. 1873 började han studera vid Lunds universitet och 1875 tog han filosofie kandidatexamen. Fyra år senare, 1879, blev han filosofie licentiat genom avhandlingen "Konstruktioner af kägelsnitt i 3- och 4-punktskontakt". Under sin studietid fick han kost och logi på Göteborgs nation och mellan 1876 och 1879 fick han stipendier motsvarande en årslön för en textilarbetare.

## Yrkeskarriär
Rydberg började sin yrkeskarriär under sina studier 1876 med att bli amanuens på den fysiska institutionen. Han blev docent i matematik 1880 och började undervisa universitetsstudenter på grundnivå, men han fortsatte att vara amanuens. 1882 utnämndes han till docent i fysik med sin avhandling Studier öfver friktionselektriciteten och kort tid senare blev han forskningsassistent.
Vid den här tiden började han arbeta med frågan varför atomvikterna i Mendelejevs periodiska system ökade slumpmässigt, men han hittade ingen matematisk funktion som kunde beskriva det. Hans nästa arbete handlade om att undersöka grundämnenas spektra och förklaringar till varför dessa uppstod. 1885 presenterade Balmer en empirisk formel som beskrev våglängderna hos vätets observerade spektrallinjer, och 1887 offentliggjorde Rydberg sin formel som var den första som kunde användas för att beskriva spektrallinjerna inte bara för väte, utan även för andra grundämnen. Efter sin publicering 1890 om ämnet återgick Rydberg till sin forskning rörande periodiska systemet.
När en professur i fysik blev tillgänglig 1897 blev Rydberg tillförordnad professor och sökte tjänsten som ordinarie professor, men trots varma rekommendationer av experter i ämnet tillsattes professuren av Victor Bäcklund. Rydberg blev dock extraordinarie professor samt institutionsföreståndare år 1901, och 1 januari 1909 blev Rydberg vid 54 års ålder ordinarie professor i fysik. För att få ihop extra pengar arbetade han deltid som siffergranskare hos Sparbanken i Lund från 1891 och som en aktuarie i Malmö från 1905.

## Familj och död
År 1913 blev Rydberg svårt sjuk och tvingades sakta ned på forskandet, och 1915 beviljades han tjänstledighet på grund av sin sjukdom. Han avled 1919 på Lunds sjukhus av en hjärnblödning, och han efterträddes av sin student Manne Siegbahn. Rydberg ligger begravd på Norra kyrkogården i Lund och lämnade efter sig sin fru Lydia, född Carlsson (1856–1925), sin son Helge Rydberg (1887–1968) och sin dotter Gerda Rydberg (1891–1983). Han är farfar till kärnkemisten Jan Rydberg (1923–2015).

## Utmärkelser
- 1970 uppkallades nedslagskratern Rydberg på månen efter Rydberg.[9]
- Sedan 1983 har Föreningen Rydbergs Minne pubkvällar för studenter och personal vid Fysiska Instutionen vid Lunds universitet.[10]
- Asteroiden 10506 Rydberg är uppkallad efter honom.[11]